# Never a Time
Never a Time est une chanson du groupe Genesis extraite de l'album We Can't Dance (1991). C'est le 5e single extrait de l'album. Les paroles sont de Mike Rutherford.

## Musiciens
- Tony Banks
- Phil Collins
- Mike Rutherford

## Classements
Le titre atteint la place n°4 du US Hot Adult Contemporary Tracks charts, et n°21 du Billboard Hot 100, bien qu'il n'y ait pas eu de clip vidéo accompagnant la chanson. Il est également classé n°70 au Canada.

## Reprise
Daryl Stuermer, le guitariste-bassiste de Genesis en tournée depuis 1978, a enregistré la chanson sur son album Another Side of Genesis (2000) .